# 황강에서 북악까지
《황강(黃江)에서 북악(北岳)까지》는 전두환 전 대통령의 전기(傳記)이다. 천금성이 지었으며, 분량은 336페이지이다.  전두환이 대통령으로 당선되던 1981년에 동서문화사에서 발간했다. 이듬해에는 재미교포 조화유가 영어로 번역하여 《Chun Doo Hwan: Man of Destiny》라는 제목으로 출판했다.
'황강'은 전두환의 고향 경상남도 합천군에 있는 강이며, '북악'은 청와대 뒤의 북악산을 뜻한다. 가난한 어린 시절을 보낸 전두환이 어떻게 군인으로 성공하고 정권을 잡았는지 노골적으로 미화하는 내용으로 구성되어 있다.